# Wyżawa (Wyspa Chrząszczewska)
Wyżawa – najwyższe wzniesienie o wysokości 26,6 m n.p.m. na Wyspie Chrząszczewskiej, nad cieśniną Dziwną, położone w woj. zachodniopomorskim, w gminie Kamień Pomorski. Przy północno-zachodnim zboczu Wyżawy leży wieś Buniewice.
Podobnie jaka cała wyspa, wzniesienie jest objęte obszarem specjalnej ochrony ptaków „Zalew Kamieński i Dziwna” oraz specjalnym obszarem ochrony siedlisk „Ujście Odry i Zalew Szczeciński”.
Do 1945 r. stosowano poprzednią niemiecką nazwę Hohe-Berg. W 1949 r. ustalono urzędowo polską nazwę Wyżawa.